# 柏林国际电影节
柏林国际电影节（德語：Internationale Filmfestspiele Berlin，又名為）是每年2月於德國柏林舉行的影展，該影展與義大利的威尼斯影展、法國的坎城影展並列為世界三大藝術影展之一。
柏林电影节也是各大传媒的盛事，每年大约有15,000名的专业参与人员，其中来自世界76个不同国家的记者多达3,500名。

## 歷史
柏林影展始于1951年夏，为了树立柏林“世界自由窗口”的形象，在三国盟军撤出柏林的同时，柏林影展拉开帷幕了，当时的名字是“西柏林影展”。1978年开始改为在每年的2月举行。
第一届的柏林影展由电影历史学家亞佛雷德·鮑爾发起，并于1951年6月6日在柏林的泰坦尼亞宫举行。第一届的金熊奖并不是由评审团选出而是由观众决定的。1956年，柏林影展与坎城影展、威尼斯影展并列为A類影展，从此获奖名单改由评审团决定。选举出的评审团来自世界各地，并设立了金熊奖和银熊奖两项大奖。从2002年开始，柏林影展隶属于商业性质的「柏林艺术展出有限公司」。
為促進性別平等、不依性別區隔得獎者，柏林影展主辦單位於2020年8月25日宣佈從2021年起的柏林影展廢除最佳女演員銀熊獎與最佳男演員銀熊獎，以新設的最佳主角銀熊獎與最佳配角銀熊獎兩獎項取代。

## 獎項

### 現行獎項
金熊獎
- 金熊獎最佳影片 - 自1951年起開始頒發
- 最佳短片金熊獎（英语：Golden Bear for Best Short Film） - 自1956年起開始頒發
- 榮譽金熊獎 - 自1982年起頒發

銀熊獎
- 評審團大獎銀熊獎 - 自1965年起
- 評審團獎銀熊獎 - 自2021年起
- 最佳導演銀熊獎 - 自1956年起
- 最佳主角銀熊獎 - 自2021年起
- 最佳配角銀熊獎 - 自2021年起
- 最佳劇本銀熊獎 - 自2008年起
- 傑出藝術貢獻銀熊獎 - 自1978年起
- 最佳短片銀熊獎（英语：Silver Bear for Best Short Film） - 自1956年起

其他獎項
- 水晶熊獎（德语：Gläserner Bär） - 兒童電影
- 泰迪熊獎 - 最佳同志電影
- 流星獎 - 頒給有才華的年輕歐洲演員

### 昔日獎項
- 亞佛雷德鮑爾獎（Alfred Bauer）- 以影展創立者為名，表彰為電影藝術開創新視野的電影  - 自1987年起至2019年止
- 最佳男演員銀熊獎 - 自1956年起至2020年止
- 最佳女演員銀熊獎 - 自1956年起至2020年止

### 会外奖
- 柏林影展费比西国际影评人奖

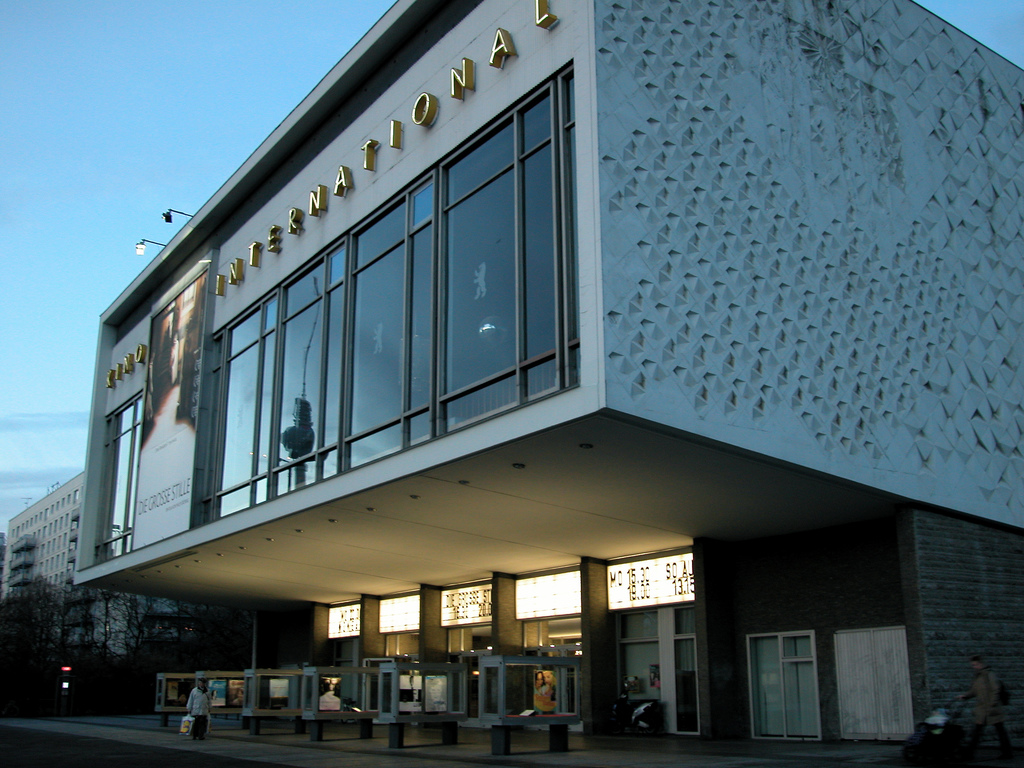
Kino International
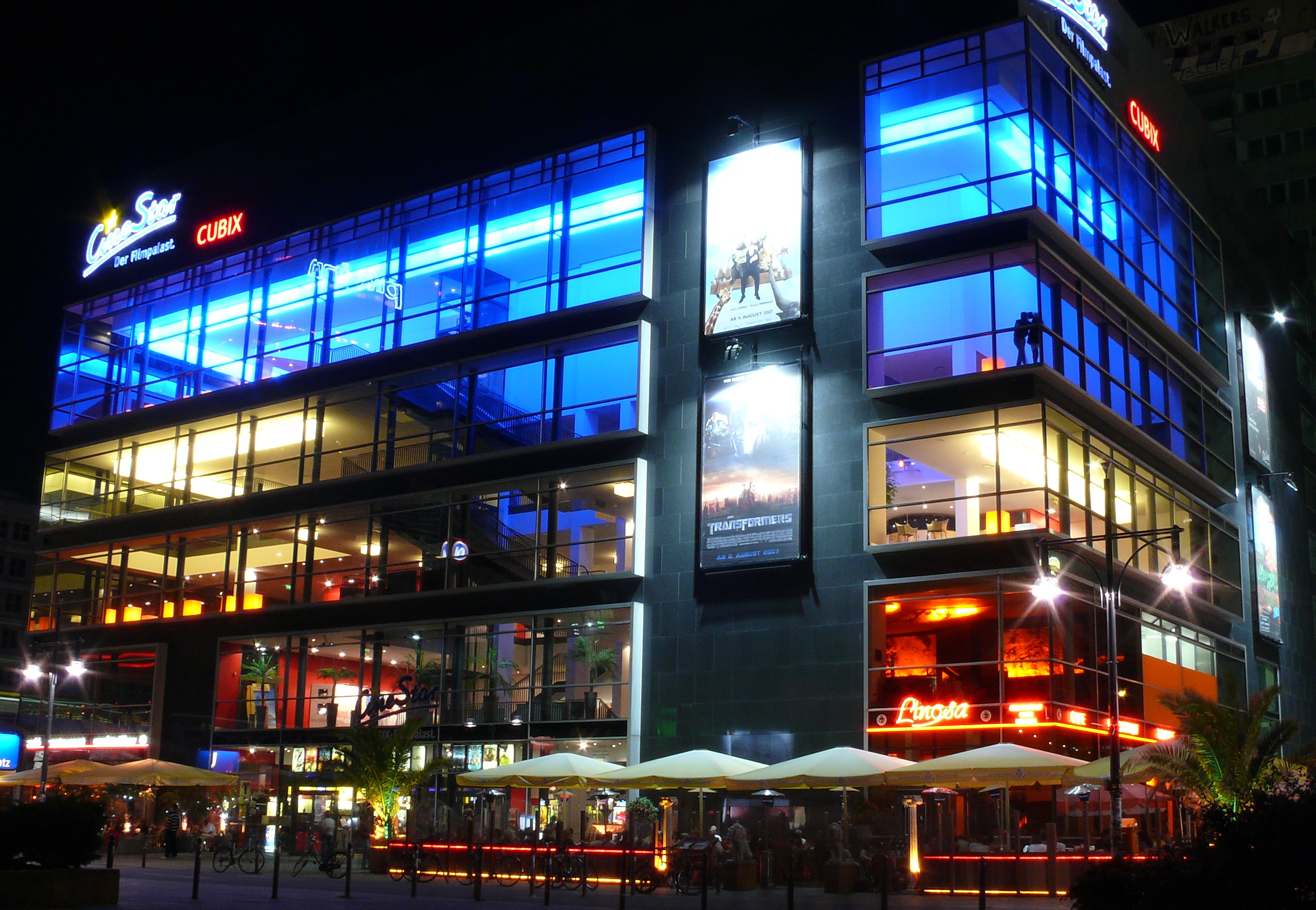
Cubix Kino
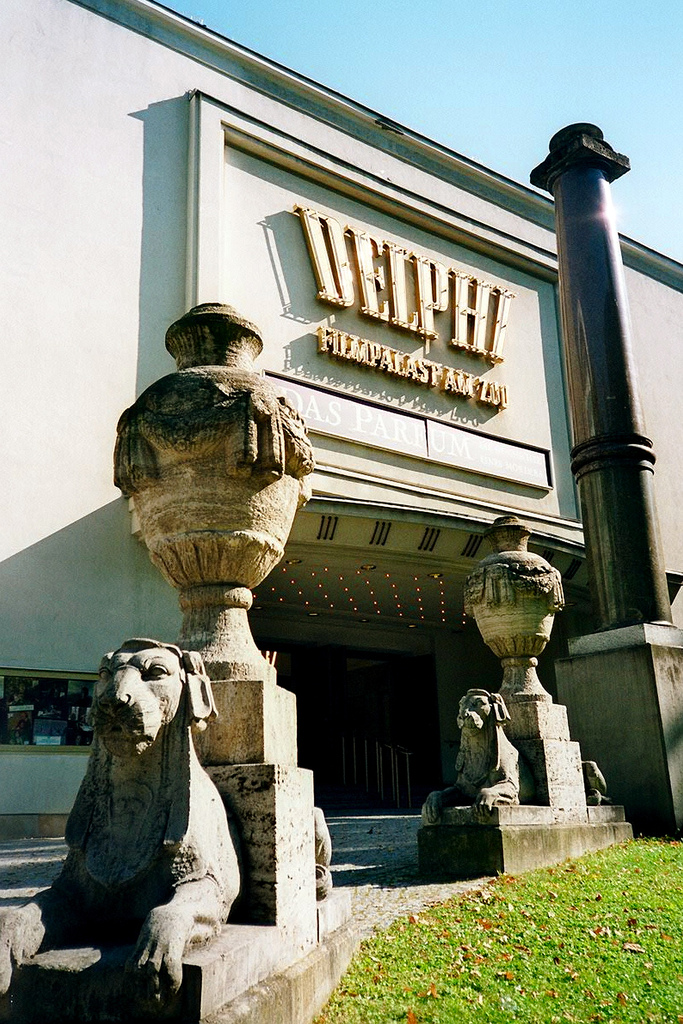
Delphi Filmpalast
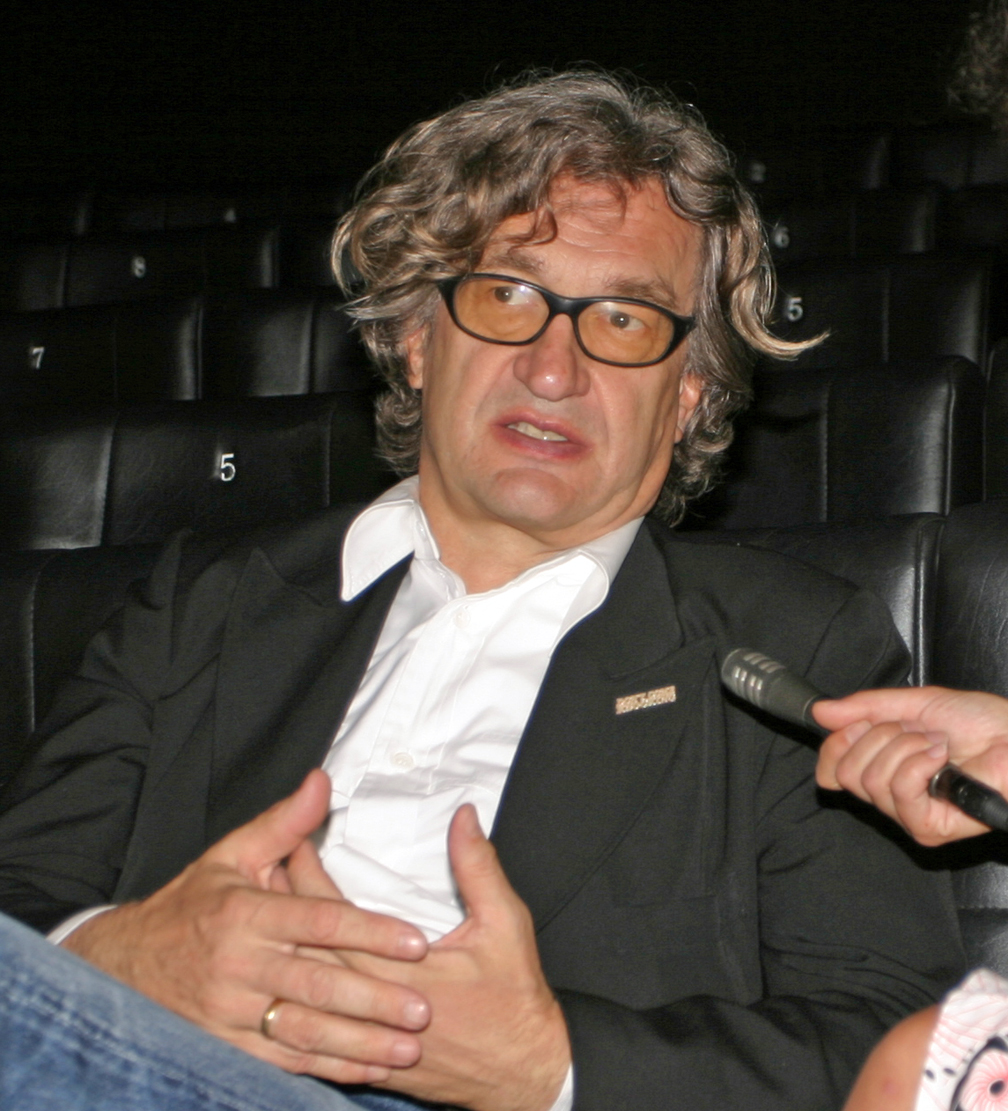
Wim Wenders
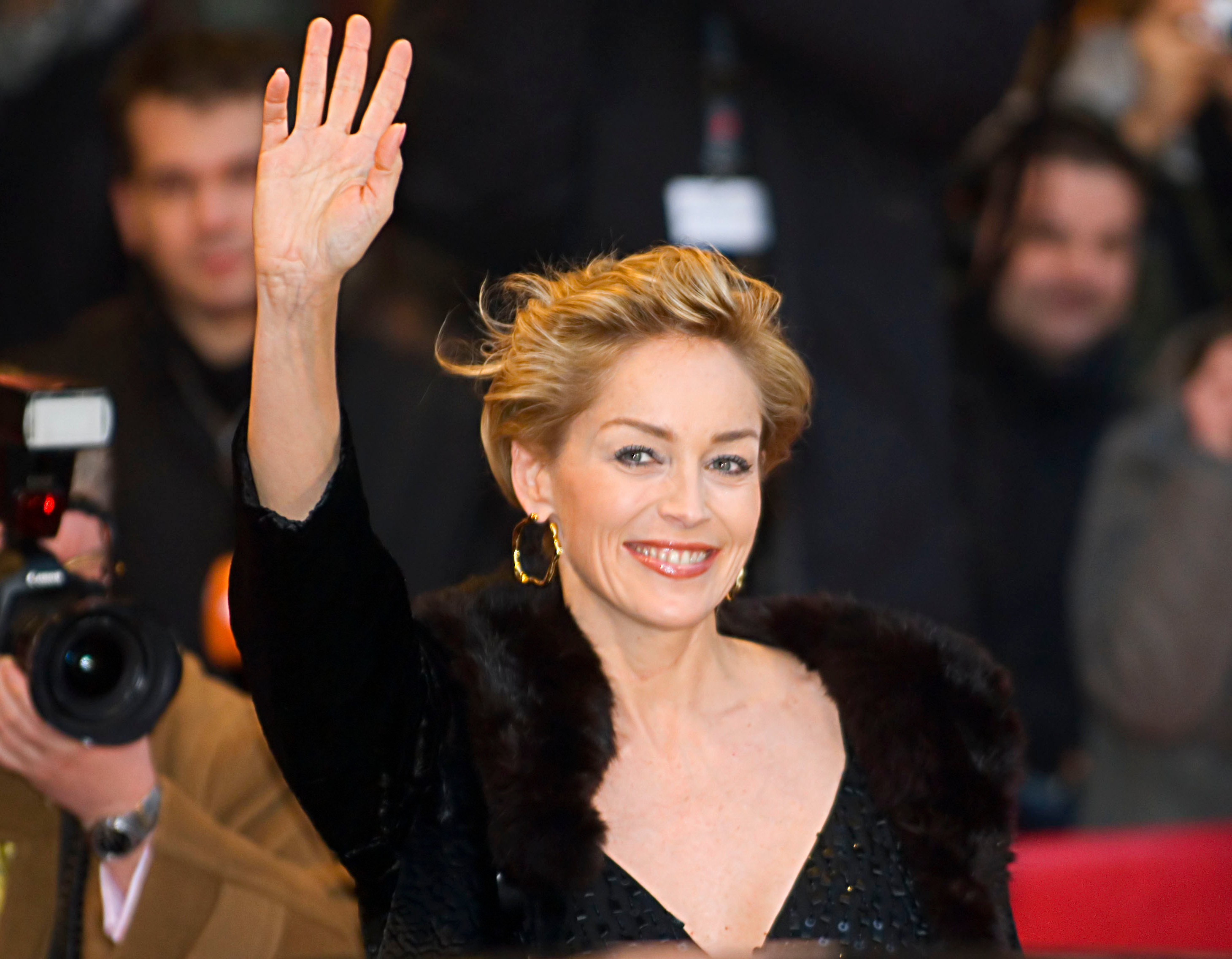
Sharon Stone

## 另見
- 坎城影展
- 威尼斯影展
- 三大影展華語電影或華人獲獎及評審履歷
- 柏林熊

## 外部連結
- 柏林電影節官方網站 （页面存档备份，存于）